# Mudurnu
Mudurnu ist eine Stadt und ein Landkreis der türkischen Provinz Bolu. Der Ort liegt etwa 45 Kilometer südwestlich der Provinzhauptstadt Bolu. Das Stadtsiegel weist die Jahreszahl 1882 auf, das könnte ein Hinweis auf das Jahr der Erhebung zur Belediye sein.

## Geographie
Der Landkreis liegt im Westen der Provinz. Er grenzt im Nordosten an den zentralen Landkreis, im Osten an den Kreis Seben, im Süden an die Provinz Ankara, im Südwesten an den Kreis Göynük, im Westen an die Provinz Sakarya und im Norden an die Provinz Düzce. Den Landkreis durchquert die Fernstraße D 140, die von Sakarya im Nordwesten nach Ankara im Südosten führt. Nordwestlich von Mudurnu zweigt davon die D 160 nach Bolu ab. Auch die D 655 berührt den Kreis.
Durch den Kreis fließt in der Ebene Mudurnu Ovası der Fluss Mudurnu Çayı (in der Antike Gallos), der im Nordwesten in den Sakarya mündet. Nördlich davon liegen Ausläufer des Bergzuges Abant Dağları. Im Norden des Landkreises liegt in einem Naturpark der See Abant Gölü, im äußersten Westen an der Grenze nach Sakarya der Sülükölü Göl.
Die „historische Gildestadt Mudurnu“ wurde 2015 der Vorschlagsliste für das UNESCO-Weltkulturerbe hinzugefügt.
Am Stadtrand von Mudurnu liegt die Neubausiedlung Burj al Babas.
Der Landkreis besteht neben der Kreisstadt aus einer weiteren Belediye (Kleinstadt): Taşkesti mit 2369 Einwohnern. Des Weiteren zählen noch 70 Dörfer (Köy) mit durchschnittlich 159 Bewohnern zum Landkreis, 29 Dörfer haben mehr Einwohner als diese Durchschnitt. Die Skala der Einwohnerzahlen reicht von 376 (Pelitözü) hinab bis auf 26. Die Bevölkerungsdichte beträgt mit 14,2 weniger als die Hälfte des Provinzdurchschnitts von 37,9 Einwohnern je km².

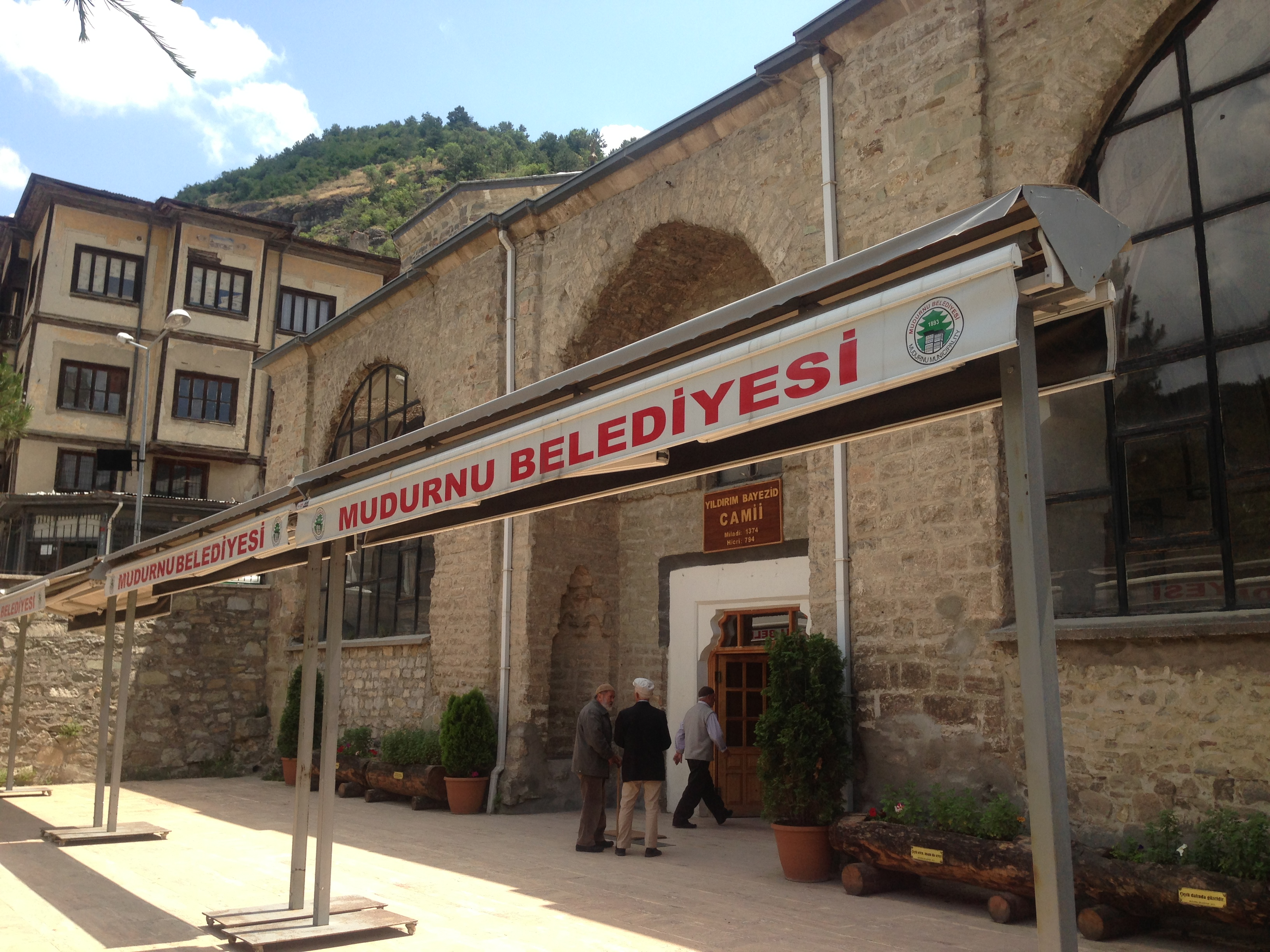
Moschee in Mudurnu

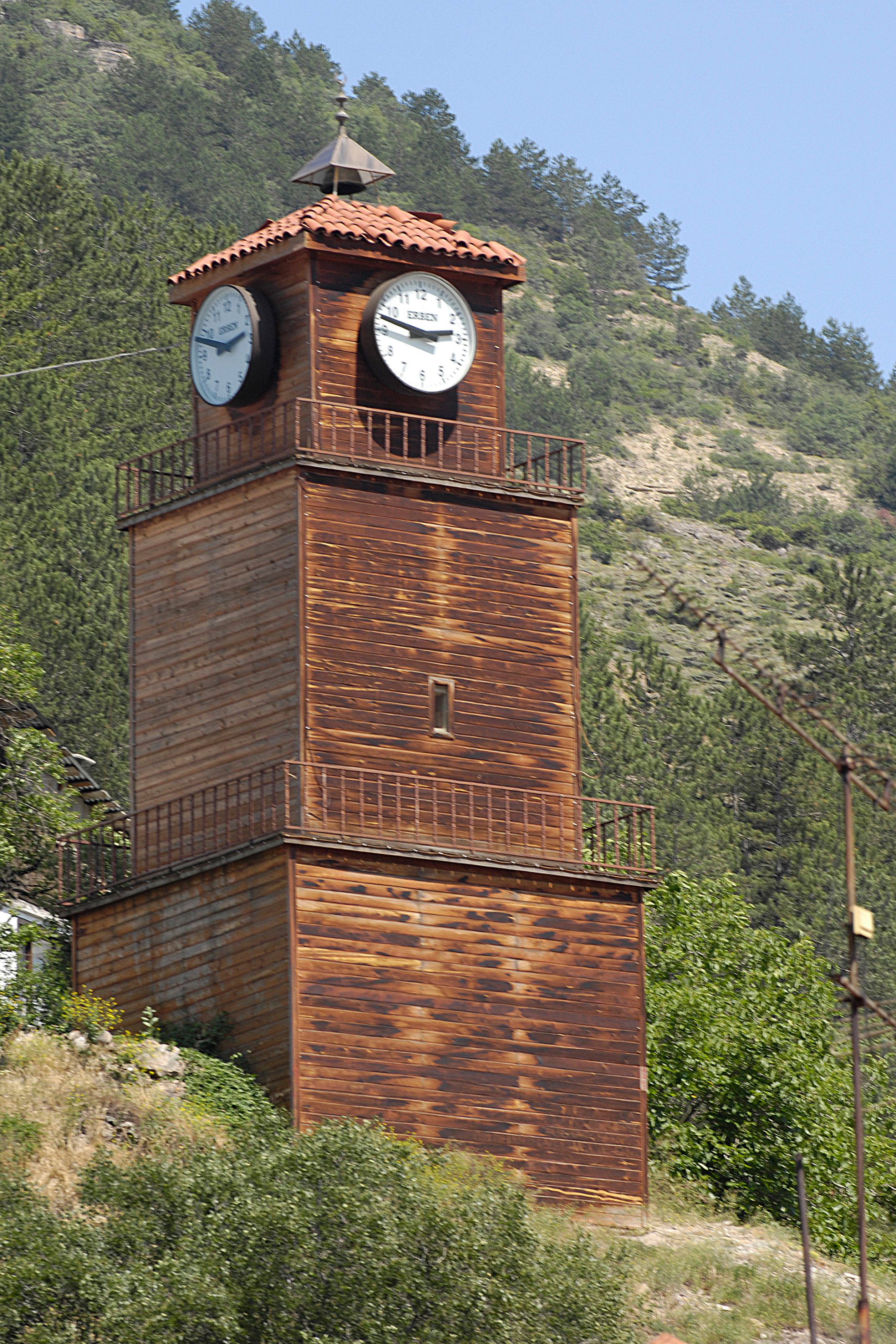
Uhrturm in Mudurnu

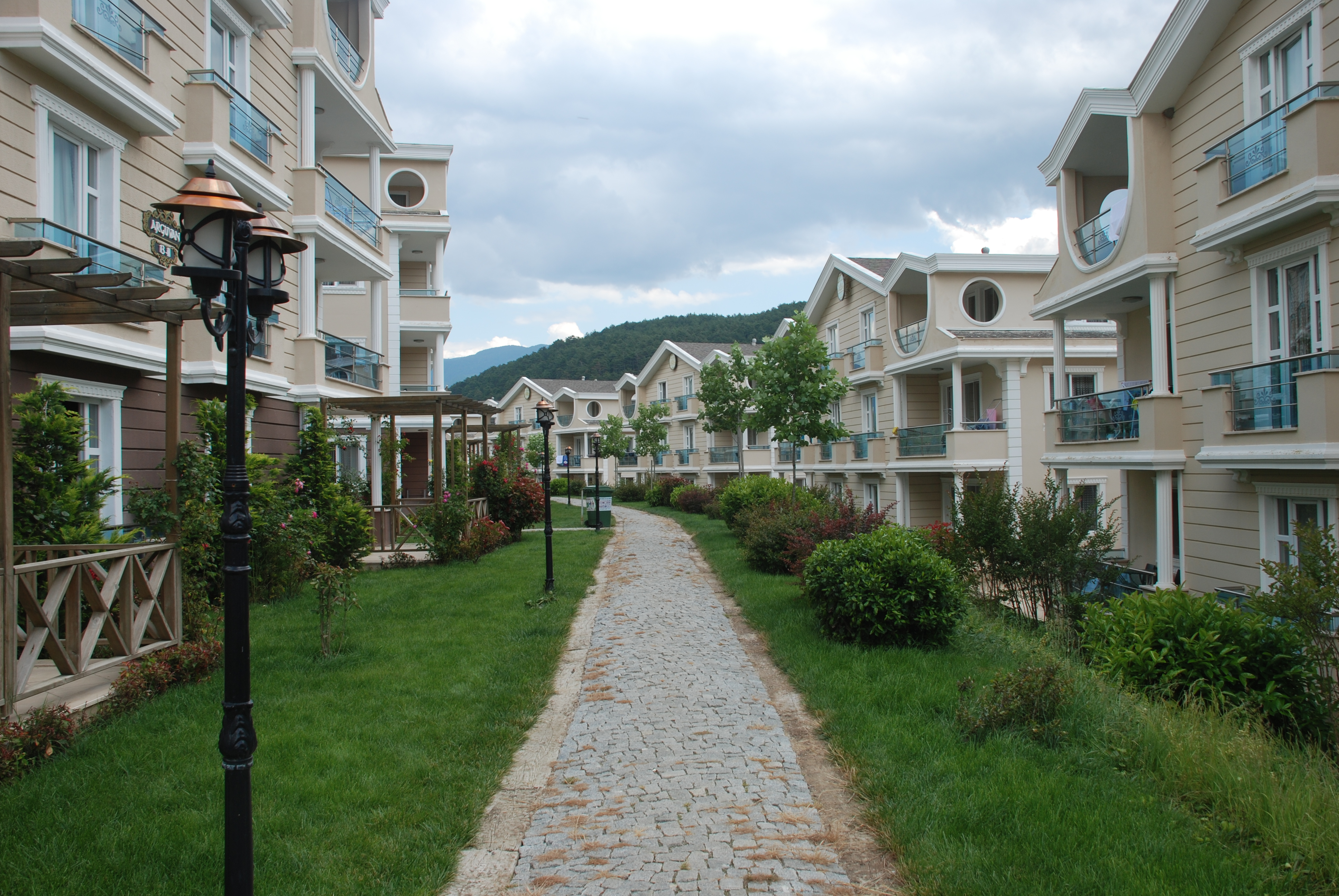
Gebäude mit Thermalbädern